# Beloved (banda)
Beloved fue una banda cristiana de post hardcore formada originalmente en el año 1999, en Greensboro, Carolina del Norte. Los miembros actualmente se desempeñan o desempeñaron en bandas como Monday In London, Classic Case, Dead Poetic, Advent y The Almost. La banda participó en reiteradas ocasiones con reconocidas bandas del mismo sello, como Underoath y Norma Jean. Disuelta en 2005, lanzó 3 álbumes de estudio y un DVD.

## Miembros
- Josh Moore - voces, guitarra rítmica (actualmente solo)
- Joe Musten - voces, batería, percusión, coros (actualmente en The Almost)
- Dusty Redmon - guitarras (actualmente en The Almost)
- Matt Harrison - guitarras (actualmente en Advent)
- Johnny Smrdel - bajo (actualmente en Advent)

### Miembros anteriores
- Shawn Dallas - guitarras
- John Brehm - bajo
- Mitchell Britt - bajo
- Juan Javier - Batería y voz

## Discografía
- ...And So It Goes (LP - 2000)
- The Running (LP - 2001, relanzado en 2004)
- Failure On (LP - 2003)
- Kiss It Goodbye: The Final Show (DVD - 2005)

- Datos: Q4884596